# Yutaka Kurita
Yutaka Kurita (栗田 豊; Tokyo, 20. travnja 1940. − Mexico City, 8. ožujka 2022.), japanski majstor borilačkih vještina. Izravni je učenik Moriheija Ueshibe. Nositelj je 8. Dana u aikidu.

## Životopis
Yutaka Kurita je rođen u Tokyo 1940. godine. U Hombu dojo je ušao 1956. godine i nakon godinu dana vježbanja kao redoviti učenik aikida bio je prihvaćen kao uchi-deshi Moriheija Ueshibe. S Ueshibom je otišao živjeti, raditi i vježbati u Iwama dojo-u. Jedan je od posljednjih uchi-deshija osnivača aikida. Zvanje 3. Dan primio je izravno od O-Senseija, kojem je služio kao pomoćnik, prepisivač i asistent (uke), te mu pomagao u podučavanju kada su ljudi dolazili iz Tokija u Iwamu da uče aikido.
Nakon smrti Moriheija Ueshibe, Kurita je prestao vježbati aikido. Stanka je trajala devet godina, sve do 1978. godine, kada je Kurita pozvan da se vrati u aikido od svojih kolega Mitsunari Kanaija i Kazuo Chibe. Poslan je u Sjedinjene Američke Države, a zatim ga je Yoshimitsu Yamada uputio u Mexico City, da bude službeni predstavnik Aikikaija u Mexicu.
U Mexico City stigao je 14. svibnja 1979. godine. Godine 1980. godine osnovana je Asociacion Mexicana de Aikido, koja je od 1989. do 1999. održavala godišnje međunarodne seminare s gostima kao što su Mitsunari Kanai, Yoshimitsu Yamada, Ichiro Shibata, Kazuo Chiba, TS Okuyama i M. Murishige. Dana 10. listopada 1979. godine, Kurita je promoviran u shihana od doshu-a Kisshomaru Ueshibe.
Godine 1999. godine pokrenuo je Kurita Juku Aiki, s ciljem da sačuva sva izvorna učenja O-Senseija. Središnji dojo se nalazi u Mexico City-ju i posvećen je ne samo prenošenju učenja aikija u najčišćem obliku, već i razvoju teorije koja će ga pokrenuti radi boljeg razumijevanja, osim svih borilačkih referenci koje su ga učinile sličnim starim borilačkim vještinama. Kurita Juku Aiki surađuje s učenicima iz drugih dijelova Meksika, te na seminarima u Meksiku i Sjedinjenim Američkim Državama, kao i s Aikikai Hombu Dojo-om i Aikido federacijom Sjedinjenih Država (USAF).
Godine 1995. godine u Sjedinjenim Državama osnovane su prve škole koje su Yutaku Kuritu izvele izvan Meksika. Tijekom godina razvili su se Kurita Juku Aiki dojo-i u Teksasu i to u gradovima: San Antonio, Laredo, San Marcos, New Braunfels i Wimberley.
Yutaka Kurita je mnogo godina veoma naporno radio razvije aikido u Meksiku, da ujedini grupe, te da ih zajedno okupi oko zaklade Aikikai. Ovaj san je postao stvarnost. Aikikan Meksiko danas djeluje kao kišobran organizacija u Meksiku za aikido. Članice su Međunarodne aikido federacije (IAF).
Preminuo je u Mexico Cityu, 8 ožujka 2022.godine.

## Vanjske povezice
- Kurita Juku Aiki